# Codonopsis subsimplex
Codonopsis subsimplex är en klockväxtart som beskrevs av Joseph Dalton Hooker och Thomas Thomson. Codonopsis subsimplex ingår i släktet Codonopsis, och familjen klockväxter. Inga underarter finns listade i Catalogue of Life.